# الکساندر دیلیون

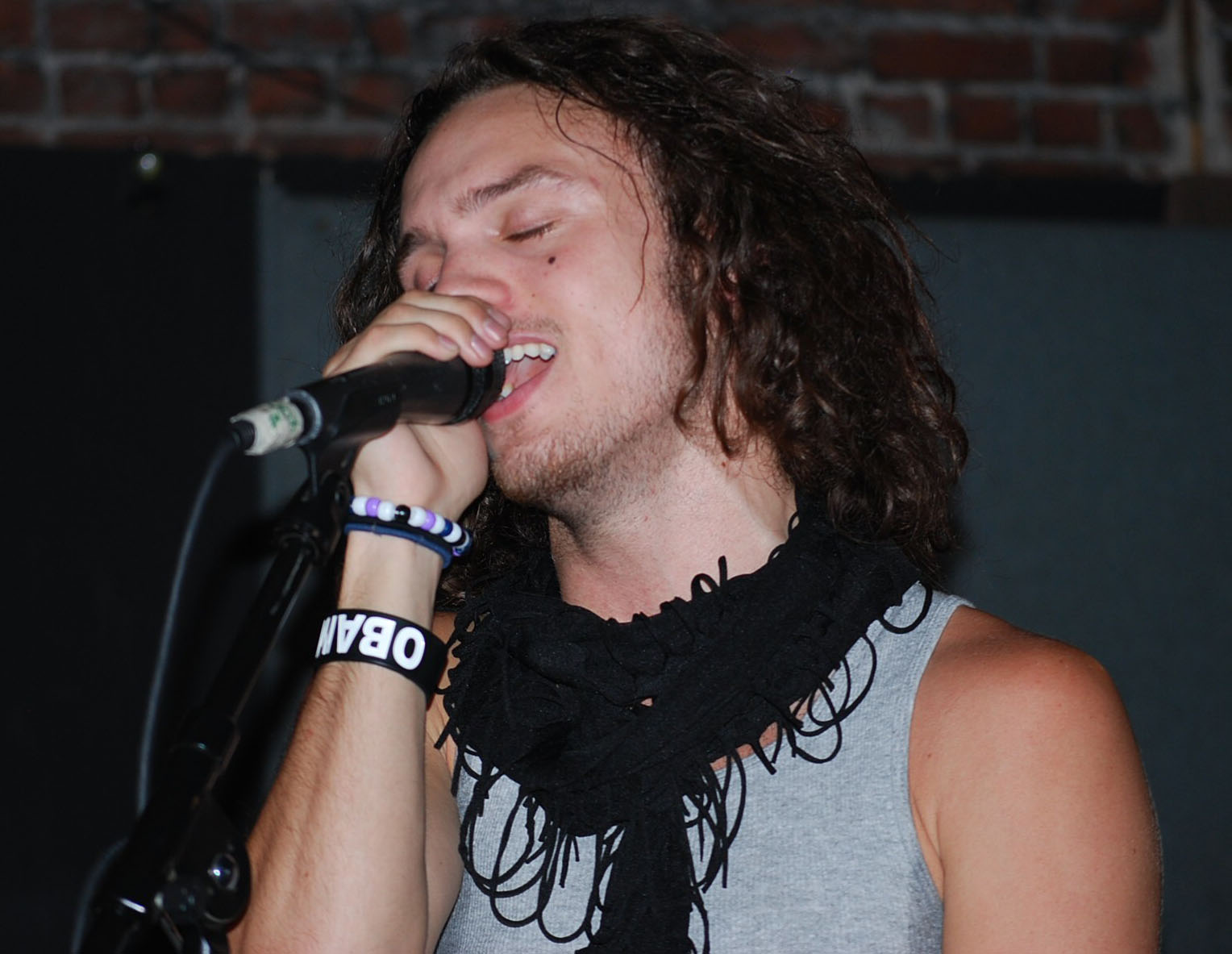
الکساندر دیلیون

الکساندر مایکل دیلیون Alexander Michael DeLeon (متولد مارس ۸، ۱۹۸۹)
یک ترانه سرای آمریکایی و خوانندهٔ اصلی گروه راک "The Cab" است.
در ۱۷ دسامبر ۲۰۱۷ الکساندر اعلام کرد قرار است یک خط تولید لباس مردانه و زنانه به راه بیندازد.

## زندگی شخصی
الکساندر از دسامبر ۲۰۱۳ در یک رابطهٔ عاشقانه با فرشتهٔ ویکتوریا سیکرت دانمارکی، ژوزفین اسکرایور است.
در چند مکان عمومی آنها به عنوان مدل با همدیگر در کمپین خط تولید پاییز DL1961's عکس انداختند.
در پاییز ۲۰۱۶ الکساندر و ژوزفین اسکرایور شروع به سفر به دور دنیا کردند و بسیاری از کشورها و مناطق توریستی را با یکدیگر تجربه کردند و تصاویری عاشقانه از خود در اینستاگرام خود به جا گذاشتند.